# العلاقات الصومالية الساموية
العلاقات الصومالية الساموية هي العلاقات الثنائية التي تجمع بين الصومال وساموا.

## مقارنة بين البلدين
هذه مقارنة عامة ومرجعية للدولتين:
| وجه المقارنة                                              | الصومال                        | ساموا                        |
| --------------------------------------------------------- | ------------------------------ | ---------------------------- |
| المساحة (كم2)                                             | 637.66 ألف                     | 2.84 ألف                     |
| عدد السكان (نسمة)                                         | 14.74 مليون                    | 196.44 ألف                   |
| الكثافة السكانية (ن./كم²)                                 | 23.12                          | 69.17                        |
| العاصمة                                                   | مقديشو                         | أبيا                         |
| اللغة الرسمية                                             | اللغة الصومالية، اللغة العربية | لغة إنجليزية، اللغة الساموية |
| العملة                                                    | شلن صومالي                     | تالا ساموي                   |
| الناتج المحلي الإجمالي (بليون دولار)                      | 7.37 مليار                     | 856.63 مليون                 |
| الناتج المحلي الإجمالي (تعادل القوة الشرائية) بليون دولار |                                | 1.15 مليار                   |
| الناتج المحلي الإجمالي الاسمي للفرد دولار أمريكي          | 549                            | 3.94 ألف                     |
| الناتج المحلي الإجمالي للفرد دولار أمريكي                 |                                | 5.79 ألف                     |
| مؤشر التنمية البشرية                                      |                                | 0.702                        |
| رمز المكالمات الدولي                                      | +252                           | +685                         |
| رمز الإنترنت                                              | .so                            | .ws                          |
| المنطقة الزمنية                                           | ت ع م+03:00                    | ت ع م+13:00                  |

## منظمات دولية مشتركة
يشترك البلدان في عضوية مجموعة من المنظمات الدولية، منها:
| علم المنظمة | اسم المنظمة                                 | تاريخ انضمام الصومال | تاريخ انضمام ساموا |
| ----------- | ------------------------------------------- | -------------------- | ------------------ |
|             | مؤسسة التنمية الدولية                       | 31 أغسطس 1962        | 28 يونيو 1974      |
|             | يونسكو                                      | 15 نوفمبر 1960       | 3 أبريل 1981       |
|             | الأمم المتحدة                               | 20 سبتمبر 1960       | 15 ديسمبر 1976     |
|             | مجموعة دول أفريقيا والكاريبي والمحيط الهادئ | ?                    | ?                  |
|             | الاتحاد البريدي العالمي                     | ?                    | ?                  |
|             | البنك الدولي للإنشاء والتعمير               | 31 أغسطس 1962        | 28 يونيو 1974      |
|             | الاتحاد الدولي للاتصالات                    | 28 سبتمبر 1962       | 7 أكتوبر 1988      |
|             | منظمة حظر الأسلحة الكيميائية                | ?                    | ?                  |
|             | مؤسسة التمويل الدولية                       | 31 أغسطس 1962        | 28 يونيو 1974      |
|             | المركز الدولي لتسوية المنازعات الاستشارية   | 30 مارس 1968         | 25 مايو 1978       |
|             | منظمة الشرطة الجنائية الدولية               | ?                    | ?                  |

## وصلات خارجية
- موقع وزارة الخارجية الصومالية